# فروم (مجله مقدونیه)
فروم (به انگلیسی: Forum (Macedonian magazine)) یکی از قدیمی‌ترین مجلات سیاسی هفتگی در مقدونیه شمالی است و از سال ۱۹۹۷ منتشر می‌شود.

## تاریخچه
در سال ۲۰۰۷، فروم به گروه سیوس پیوست. اگرچه فروم به عنوان یک مجله سیاسی شناخته می‌شود، اما همچنان حوزه‌های دیگری مانند اقتصاد، فرهنگ و زندگی بخش قابل توجهی از صفحات این مجله را پوشش می‌دهد. گزارش‌های جهان نیز به‌طور کامل توسط خبرنگاران در مسکو و واشینگتن و اهالی پرمشغله در کشورهای همسایه پوشش داده می‌شود. برای همگام شدن با روندهای جهانی، فروم دو رسانه جدید شامل پورتال و یک مجله ماهانه انگلیسی زبان بنام راهنمای زمان آزاد مقدونیه (فری تایم گاید مقدونیه) را اضافه کرد.
پورتال با همان کیفیت مطالب فروم و به لطف تازگی، دقت و اصالت، تعداد بازدیدهایش افزایش یافت. پورتال از استانداردهای جهانی و بالاترین روند پیروی می‌کند. فری تایم گاید مقدونیه نیز یک مجله ماهانه به زبان انگلیسی است که بر ثروت مقدونیه، زیبایی‌ها و سنت‌های مردم آن تمرکز دارد. هدف نهایی آن ارائه زیبایی‌های مقدونیه و نشان دادن نشاط روح مقدونیه و همچنین ارائه چیزی جدید و خارق‌العاده به هر خارجی در مقدونیه شمالی است. فروم در سال ۲۰۱۱ وجود داشت.

### راهنمای اوقات فراغت مقدونیه
یک مجله ماهانه به زبان انگلیسی است که به ثروت مقدونیه، زیبایی‌ها، آداب و رسوم و مردم آن اختصاص دارد. هدف اصلی آن ارائه زیبایی‌های مقدونیه و انتقال آرامش روح در این کشور است، اما همچنین ارائه یک چیز جدید و غیرمعمول به هر خارجی در جمهوری مقدونیه.